# Vigilia (estado de conciencia)

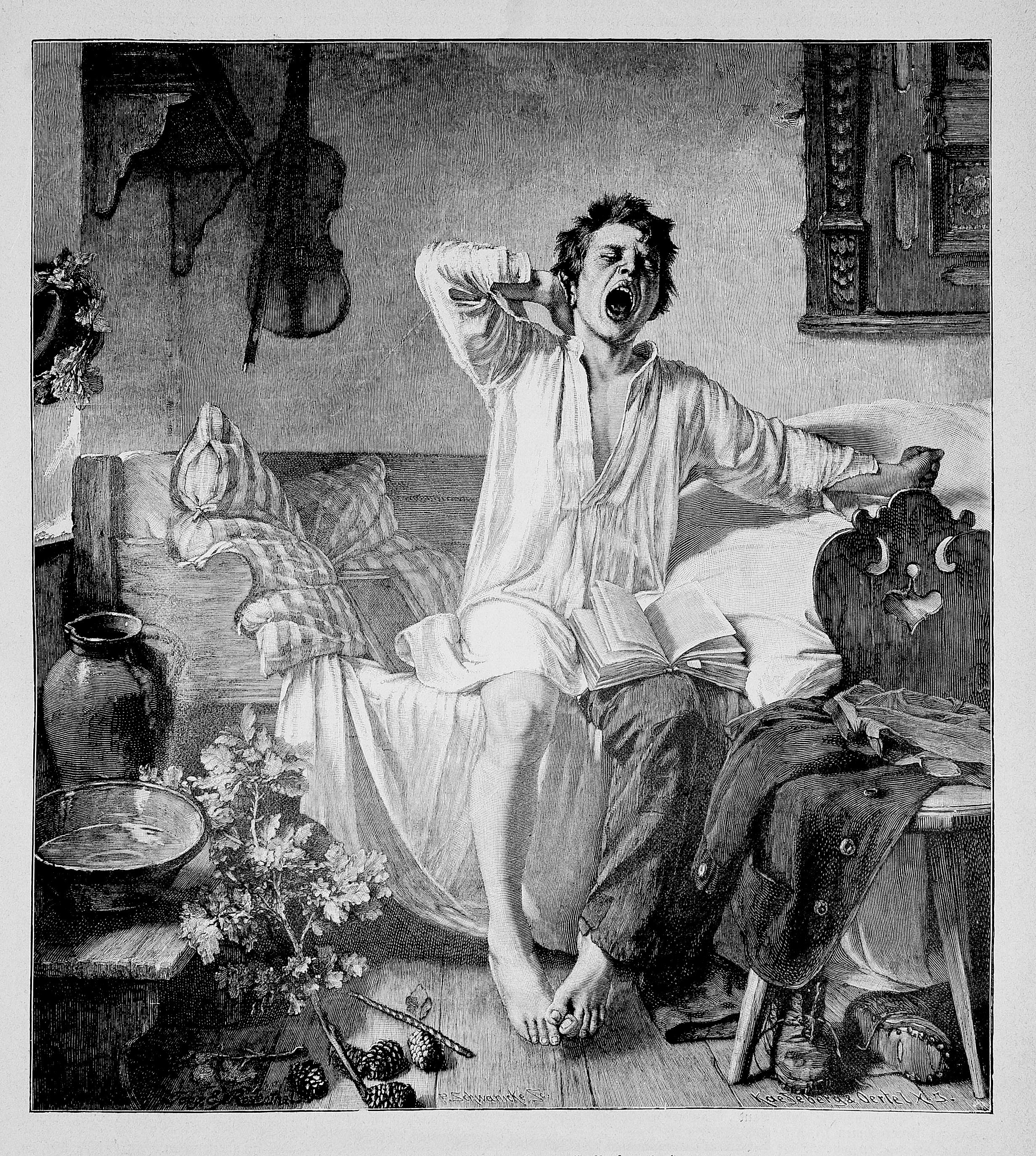
Despertando

La vigilia, estado propio de quien está «despierto» o «en vela», es el tipo de estado de conciencia en el que uno es consciente de lo que le rodea. La persona (o animal) despierta, puede responder a este entorno solamente mediante seguimiento visual o comunicándose y de otras formas más complejas: comiendo, caminando. Para lo perteneciente o relativo a la vigilia, se emplea el adjetivo «vigil».

El principal encargado de mantener la vigilia es el sistema activador reticular ascendente que se inicia en las neuronas del tallo encefálico.

Los estados de alteración de la vigilia conforman un continuo que va desde el estado "normal" al estado de "no respuesta".

## Características
El estado de vigilia se expresa a través de varios parámetros: las sensaciones, las percepciones, la atención, la memoria, los instintos, las emociones, los deseos, el conocimiento y el lenguaje. El efecto integrado de ese conjunto de parámetros representa el substrato de la conciencia.  
Se habla de dos componentes claves para entender el concepto de consciencia; el arousal, o nivel de alerta (estar consciente) y el awareness, el contenido de la consciencia ("ser consciente").

El  nivel de conciencia se caracteriza en  medicina clínica, por la intensidad del estímulo necesario para obtener una respuesta significativa del individuo. Los estados de alteración de la conciencia conforman un continuo que van desde el estado "normal" a la "no respuesta" total.
La vigilia es lo opuesto al sueño, es decir a estar dormido, estado en que la mayoría de las respuestas al entorno se apagan y el durmiente no es consciente de lo que sucede a su alrededor.
Los animales están despiertos durante algunas horas cada día o noche. Los animales que están despiertos durante el día se denominan diurnos. Los animales que están despiertos durante la noche se denominan nocturnos. Entre los animales naturalmente diurnos están los seres humanos.
El principal encargado de mantener la vigilia es el sistema activador reticular ascendente de la formación reticular ubicada en puente y mesencéfalo, que se proyecta hasta la corteza cerebral.

## Trastornos de la vigilia
Para los neurocientíficos y médicos los estados de alteración de la conciencia están formados por un continuo, que va desde el estado "normal" del estado de vigilia, hasta el estado de "no respuesta".
La hipersomnia idiopática es la somnolencia diurna excesiva, con un tiempo de latencia de sueño prolongado.

La somnolencia diurna excesiva es la tendencia a quedarse dormido durante las horas normales de la vigilia.

La narcolepsia se caracteriza por una somnolencia diurna excesiva crónica, a menudo con una pérdida súbita del tono muscular (cataplejía). 

El "coma vigil" ahora llamado "Síndrome de vigilia sin respuesta" y "Síndrome de Mínima conciencia" es un estado en el cual el individuo es capaz de realizar seguimiento visual, pero con ausencia de movimientos espontáneos o dirigidos y con ausencia de lenguaje.

Los medicamentos utilizados para los trastornos de vigilia se denominan eugeroicos.